# Чемпіонат міста Лоуренсу Маркіш з футболу
Чемпіонат міста Лоуренсу-Маркіш з футболу (порт. Campeonato Distrital de Lourenço Marques) — регіональний турнір, що проходив у місті Лоуренсу-Маркіш в Мозамбіку, коли ця країна була португальською колонією.

## Історія
Існував в період з 1922 року по 1961 рік, коли було створено новий Колоніальний чемпіонат. Учасниками чемпіонату були клуби з міста Лоуренсу-Маркіш, зараз — Мапуту, столиці країни. До створення в 1956 році національного чемпіонату, цей турнір був головним футбольним змаганням в країні.
«Ферроваріу» (Лоуренсу Маркіш) завоювала найбільшу кількість чемпіонств (14), випередивши «Дешпортіву» та «Спортінг», який зараз носить назву «Машакене», з 12 та 9 чемпіонствами відповідно. Уже не існуючі клуби «Атлетік» та «Інду-Португеш» виграли відповідно 1 та 2 чемпіонських титули з 38 чемпіонатів.

## Команди-учасниці
- Дешпортіву (Лоуренсу Маркіш)
- Спортінг (Лоуренсу Маркіш)
- Ферроваріу (Лоуренсу Маркіш)
- Атлетік (припинив своє існування)
- Клубе Інду-Португеш (припинив своє існування)
- Віторія ді Маланга

## Чемпіони міста
| - 1922 Спортінг (Лоуренсу Маркіш) - 1923 Атлетік - 1924 Клубе Інду-Португеш - 1925 Дешпортіву (Лоуренсу Маркіш) - 1926 Дешпортіву (Лоуренсу Маркіш) - 1927 Дешпортіву (Лоуренсу Маркіш) - 1928 Атлетік - 1929 Дешпортіву (Лоуренсу Маркіш) - 1930 Спортінг (Лоуренсу Маркіш) - 1931 Ферроваріу (Лоуренсу Маркіш) - 1932 Ферроваріу (Лоуренсу Маркіш) - 1933 Спортінг (Лоуренсу Маркіш) - 1934 Ферроваріу (Лоуренсу Маркіш) - 1935 Ферроваріу (Лоуренсу Маркіш) | - 1936 Ферроваріу (Лоуренсу Маркіш) - 1937 Дешпортіву (Лоуренсу Маркіш) - 1938 Спортінг (Лоуренсу Маркіш) - 1939 Ферроваріу (Лоуренсу Маркіш) - 1940 Спортінг (Лоуренсу Маркіш) - 1941 Не проводився - 1942 Ферроваріу (Лоуренсу Маркіш) - 1943 Спортінг (Лоуренсу Маркіш) - 1944 Дешпортіву (Лоуренсу Маркіш) - 1945 Дешпортіву (Лоуренсу Маркіш) - 1946 Дешпортіву (Лоуренсу Маркіш) - 1947 Ферроваріу (Лоуренсу Маркіш) - 1948 Спортінг (Лоуренсу Маркіш) - 1949 Ферроваріу (Лоуренсу Маркіш) | - 1950 Ферроваріу (Лоуренсу Маркіш) - 1951 Ферроваріу (Лоуренсу Маркіш) - 1952 Дешпортіву (Лоуренсу Маркіш) - 1953 Спортінг (Лоуренсу Маркіш) - 1954 Ферроваріу (Лоуренсу Маркіш) - 1955 Ферроваріу (Лоуренсу Маркіш) - 1956 Дешпортіву (Лоуренсу Маркіш) - 1957 Дешпортіву (Лоуренсу Маркіш) - 1958 Ферроваріу (Лоуренсу Маркіш) - 1959 Дешпортіву (Лоуренсу Маркіш) - 1960 Спортінг (Лоуренсу Маркіш) - 1961 Не проводився |

## Виграні титули по клубам
| Клуб                         | К-ть чемпіонств | Роки чемпіонств                                                                    |
| ---------------------------- | --------------- | ---------------------------------------------------------------------------------- |
| Ферроваріу (Лоуренсу Маркіш) | 14              | 1931, 1932, 1934, 1935, 1936, 1939, 1942, 1947, 1949, 1950, 1951, 1954, 1955, 1958 |
| Дешпортіву (Лоуренсу Маркіш) | 12              | 1925, 1926, 1927, 1929, 1937, 1944, 1945, 1946, 1952, 1956, 1957, 1959             |
| Спортінг (Лоуренсу Маркіш)   | 9               | 1922, 1930, 1933, 1938, 1940, 1943, 1948, 1953, 1960                               |
| Атлетік                      | 2               | 1923, 1928                                                                         |
| Клубе Інду-Португеш          | 4               | 1924                                                                               |